# Acesulfame K
L'acesulfame K è un edulcorante artificiale, chiamato anche acesulfame potassico (K è il simbolo del potassio). È conosciuto anche come E950.
L'acesulfame K, un sale di potassio, è stato scoperto casualmente nel 1967 dal chimico tedesco Karl Clauss, della compagnia Hoechst AG (oggi Nutrinova).

## Descrizione
Ha un potere dolcificante pari a 200 volte quello del saccarosio, uguale a quello dell'aspartame e pari a metà di quello della saccarina. Allo stesso modo della saccarina ha un retrogusto amaro.
Spesso l'acesulfame K è utilizzato insieme ad altri edulcoranti, solitamente il sucralosio e l'aspartame.
A differenza dell'aspartame, l'acesulfame potassico è resistente al calore, anche in ambienti moderatamente acidi o basici, il che lo rende particolarmente adatto per prodotti di pasticceria o a lunga conservazione, oltre che nelle bibite gassate.

## Profilo di sicurezza
Come con altri dolcificanti artificiali, esiste una preoccupazione per la sicurezza dell'acesulfame di potassio. Tuttavia la Food and Drug Administration (FDA) degli Stati Uniti ne ha approvato l'uso generale. I critici affermano che l'acesulfame K non sia stato studiato adeguatamente e possa essere cancerogeno, sebbene gli studi effettuati dimostrino il contrario e queste affermazioni siano state respinte dall'Autorità europea per la sicurezza alimentare e dalla FDA.
Il Canada ha testato l'acqua del Grand River in 23 siti tra le sue sorgenti e dove sfocia nel lago Erie. Nei vari siti di test l'acesulfame K appare in concentrazioni molto più elevate rispetto alla saccarina o al sucralosio. Questo probabilmente si verifica perché il composto non subisce alcuna modifica da parte dell'organismo e viene espulso tramite le urine nella sua forma originale, dopo essere stato assunto attraverso bibite o cibi dolcificati; per questa sua proprietà viene anche utilizzato come indicatore della presenza di urina nelle acque delle piscine.

## Efficacia nella riduzione di peso
L'acesulfame K fornisce un sapore dolce senza influenzare le risposte glicemiche e senza l'alto apporto calorico degli zuccheri.
Una revisione sistematica degli studi pubblicati sugli effetti delle bevande zuccherate artificialmente sul peso, effettuata nel 2016, ha rilevato che gli studi sponsorizzati dall'industria dei dolcificanti artificiali avevano molto più probabilità di avere risultati favorevoli rispetto agli studi non sponsorizzati da industrie e che tutti gli studi pubblicati finanziati dalle industrie concorrenti avevano riportato conclusioni sfavorevoli a questo dolcificante.